# Ferruccio Brugnaro
Ferruccio Brugnaro (Mestre, 1936) es un poeta italiano, vinculado a la Generación Beat. 
Fue obrero en Porto Marghera y formó parte del comité de empresa en Montefibre-Montedison. Formó parte de las luchas sindicales en Italia durante las últimas décadas del siglo XX.
Su actividad como escritor comenzó en 1965 y en 1975 publicó su primera obra, Vogliamo cacciarci sotto.
En octubre de 1990 uno de sus poemas fue utilizado en Venecia y Mestre en carteles en protesta contra de la guerra.
A partir de la década de 1990 algunas de sus publicaciones fueron traducidas a otros idiomas.

## Obras (Selección)
- Poesie, Cooperativa Punti di Mutamento, 1984;
- Le stelle chiare queste notti, Campanotto, 1993;
- Le stelle chiare di queste notti, Campanotto, 1993;
- Fist of Sun, Curbstone, 1998;
- Le Printemps mûrit lentement, Èditinter, 2002;
- Ritratto di donna, Campanotto, 2002;
- No puedo callarte estos días, Emboscal, 2004;
- Portrait of a woman, Berkeley, 2005;  tradotto
- Verranno i giorni, Campanotto, 2007;
- Ils veulent nous enterrer!, Èditinter 2008;
- La mia poesia nasce come rivolta, Bohumil, 2008.
- Non voglio tacere / Je ne veux pas me taire, Inclinaison, F - 79200 Parthenay, 2023.